# رضا حاجیان
رضا حاجیان(۱۳۱۷ – ۱۷ آبان ۱۳۹۱) بازیگر نقش‌های کوتاه فیلم‌هایی بود که «کتک‌خور» نامیده می‌شدند، که گاهی هم در زمینهٔ تدارکات فیلم‌ها فعالیت می‌کرد.

## درگذشت
ساعت ۴ صبح ۱۷ آبان ۱۳۹۱ رضا حاجیان به علت سکتهٔ قلبی در ۷۴ سالگی درگذشت. او یکی از فعالان گمنام سینما بود که در سال‌های پس از انقلاب کاملاً به حاشیه رانده شد و در گمنامی زیست و درگذشت. مراسم تشییع پیکرش در سکوت کامل برگزار شد و در قطعه هنرمندان بهشت زهرا به خاک سپرده شد.

## فیلم‌شناسی
1. جنگ اطهر (۱۳۵۸)
2. حق و ناحق (۱۳۵۷)
3. گدای اشراف‌زاده (۱۳۵۷)
4. جای امن (۱۳۵۶)
5. حرمت رفیق (۱۳۵۶)
6. خان نایب (۱۳۵۶)
7. خدا قوت (۱۳۵۶)
8. سفر سنگ (۱۳۵۶)
9. شب آفتابی (۱۳۵۶)
10. عشق و خشونت (۱۳۵۶)
11. غربتی‌ها (۱۳۵۶)
12. فریاد زیر آب (۱۳۵۶)
13. همراهان (۱۳۵۶)
14. بت‌شکن (۱۳۵۵)
15. بی‌نشان (۱۳۵۵)
16. پاک‌باخته (۱۳۵۵)
17. جایزه (۱۳۵۵)
18. غرور و تعصب (۱۳۵۵)
19. کلک نزن خوشگله (۱۳۵۵)
20. نقص فنی (۱۳۵۵)
21. پلنگ در شب (۱۳۵۴)
22. خانه خراب (۱۳۵۴)
23. دزد سوم (۱۳۵۴)
24. راننده اجباری (۱۳۵۴)
25. کمین (۱۳۵۴)
26. کندو (۱۳۵۴)
27. کینه (۱۳۵۴)
28. ممل آمریکایی (۱۳۵۳)
29. همسفر (۱۳۵۴)
30. این دست کجه (۱۳۵۳)
31. تهمت (۱۳۵۳)
32. جوجه فکلی (۱۳۵۳)
33. حسین آژدان (۱۳۵۳)
34. شکست‌ناپذیر (۱۳۵۳)
35. گروگان (۱۳۵۳)
36. مواظب کلات باش (۱۳۵۳)
37. ناجورها (۱۳۵۳)
38. آقای جاهل (۱۳۵۲)
39. بیگانه (۱۳۵۲)
40. پاپوش (۱۳۵۲)
41. تنگسیر (۱۳۵۲)
42. حریص (۱۳۵۲)
43. روسیاه (۱۳۵۲)
44. مروارید (۱۳۵۲)
45. نامحرم (۱۳۵۲)
46. تنها مرد محله (۱۳۵۱)
47. توبه (۱۳۵۱)
48. خاطرخواه (۱۳۵۱)
49. دشنه (۱۳۵۱)
50. فرار از زندگی (۱۳۵۱)
51. قایقرانان (۱۳۵۱)
52. کافر (۱۳۵۱)
53. کاکل زری (۱۳۵۱)
54. میخک سفید (۱۳۵۱)
55. نانجیب (۱۳۵۱)

## تدارکات
1. خانه خراب (۱۳۵۴)